# Прадос, Эмилио
Эми́лио Пра́дос (исп. Emilio Prados Such, 4 марта 1899, Малага — 24 апреля 1962, Мехико) — испанский поэт поколения 27 года.

## Биография
В 1914 поселился в Студенческой резиденции в Мадриде. Познакомился с Х. Р. Хименесом, позднее — с Лоркой, Бунюэлем, Дали и др. В 1920-х годах учился во Фрайбурге и Берлине, в Париже познакомился с Пикассо и другими испанскими художниками. В 1924 вернулся в Малагу, издавал вместе с Мануэлем Альтолагирре журнал Литораль (Побережье). С 1925, тоже вместе с Альтолагирре, работал в издательстве Сур (Юг). В годы Республики переехал в Мадрид, участвовал в движении европейской интеллигенции против фашизма. Познакомился с Эренбургом, который писал о нём в своих военных корреспонденциях, и Савичем, который переводил его стихи, сохранилась их общая фотография. В 1938 переселился в Барселону, в начале 1939, после поражения республиканцев, переехал в Париж, а в мае 1939 — в Мехико, где и прожил последующие десятилетия.

## Произведения

### Первый этап (1925—1928)
- Время/ Tiempo (1925)
- Veinte poemas en verso
- Seis estampas para un rompecabezas (1925)
- Песни смотрителя маяка/ Canciones del farero (1926)
- Vuelta (1927)
- El misterio del agua (1926—1927, опубл. 1954)
- Cuerpo perseguido (1927—1928, опубл. 1946)

### Второй этап (1932—1938)
- La voz cautiva (1932—1935)
- Шагая и шагая по миру/Andando, andando por el mundo (1931—1935)
- Calendario completo del pan y del pescado (1933—1934)
- La tierra que no alienta
- Seis estancias
- Llanto en la sangre (1933—1937)
- El llanto subterráneo (1936)
- Tres cantos
- Homenaje al poeta Federico García Lorca contra su muerte
- Romances
- Romancero general de la guerra de España
- Малый песенник для бойцов/ Cancionero menor para los combatientes (1938)
- Destino fiel (1938, Национальная премия по литературе)

### Третий этап (1939—1962)
- Память о забвении/ Memoria del olvido (1940)
- Запертый сад/ Jardín cerrado (1940—1946)
- Mínima muerte (1944)
- Penumbras
- Dormido en la yerba (1953)
- Río natural (1957)
- Circuncisión del sueño (1957)
- Надписанный камень/ La piedra escrita (1961)
- Signos del ser (1962)
- Transparencias (1962)
- Бесконечная цитата/ Cita sin límite (1965, посмертно)